# Pompeo Caimo
Pompeo Caimo, né le 13 septembre 1568 à Udine et mort le 30 novembre 1631 à Santa Maria la Longa, est un  médecin et philosophe vénitien de la Renaissance.

## Biographie
Né à Udine, dans le Frioul, le 13 septembre 1568, après avoir exercé la médecine dans plusieurs villes de l'italie, il se retira à Santa Maria la Longa, où il mourut le 30 novembre 1631. Il a polémiqué avec Cesare Cremonini sur le galénisme.